# Michał Bohosiewicz
Michał Bohosiewicz (ur. 25 marca 1914 w Baniłowie Ruskim (rum. Bănila Rusească), zm. 30 czerwca 1998) – polski lekarz weterynarii, profesor, toksykolog.

## Życiorys
Edukację rozpoczął w Rumunii, gdzie ukończył szkołę podstawową. Świadectwo dojrzałości uzyskał w gimnazjum w Kołomyi. W 1933 roku rozpoczął studia w Akademii Medycyny Weterynaryjnej we Lwowie. Był zmuszony do ich przerwania z powodu choroby, jak również rozpoczętej wojny. W 1939 zmobilizowany został do armii rumuńskiej, gdzie pełnił służbę w formacjach weterynaryjnych do 1944 roku. W 1946 został repatriowany do Polski gdzie dostał się na ostatni rok studiów na Wydziale Medycyny Weterynaryjnej Uniwersytetu i Politechniki we Wrocławiu. Dyplom lekarza weterynarii uzyskał w 1948 roku. Już w 1947 rozpoczął pracę w Katedrze Farmakologii, w 1962 obronił pracę habilitacyjną z zakresu toksykologii weterynaryjnej, a w 1972 roku uzyskał tytuł profesora nadzwyczajnego. W 1963 został mianowany kierownikiem Zakładu Toksykologii.
Specjalizował się w toksykologii weterynaryjnej, głównie w laboratoryjnej diagnostyce zatruć, był współorganizatorem laboratorium toksykologicznego, które do 1960 roku było jedyną tego typu placówką w Polsce. Autor i współautor 141 prac doświadczalnych i kazuistycznych, twórca podręcznika Toksykologia weterynaryjna. Był promotorem 3 doktoratów, opracował 14 recenzji prac doktorskich i 3 recenzje prac habilitacyjnych. Był członkiem Polskiego Towarzystwa Nauk Weterynaryjnych, Polskiego Towarzystwa Farmakologicznego i Polskiego Towarzystwa Toksykologicznego.
Odznaczony Krzyżem Kawalerskim Orderu Odrodzenia Polski, Złotym Krzyżem Zasługi. Pochowany został 7 lipca 1998 na cmentarzu parafialnym przy ul. Bujwida we Wrocławiu.